# Focus Air
Focus Air is een Pakistaanse luchtvaartmaatschappij met haar thuisbasis in Karachi.

## Geschiedenis
Focus Air is opgericht in 2006.

## Vloot
De vloot van Focus Air bestaat uit: (juni 2007)
- 1 Fokker F27-500